# Humboldtstrømmen
Humboldtstrømmen eller Perustrømmen er et økosystem, i Stillehavet langs Sydamerikas vestlige kyst, som strækker sig fra det nordlige Peru til det sydlige Chile.